# 藻岩下
藻岩下（もいわした）は北海道札幌市南区にある地名・地域名。
藻岩山の南東麓に位置し、東の尾根の終端（軍艦岬）と南東の尾根の終端（割栗岬）との間の幅の広い谷を中心とした地域。条は設定されず、1丁目から5丁目まで存在する。
なお、地域名としての「藻岩下」は同じ札幌市立南小学校校区である南30条西8丁目と南31 - 39条の全部も含み、10町内会で構成される。

## 歴史
- 1870年 - 東本願寺の僧侶らにより、銭函道分岐（現在の札幌市中央区南1条西11丁目）から山鼻を経由して八垂別に至る新道（本願寺道路の一つ、別名「ハッタルベツ新道」）が開削される[3]。
- 1873年 - 2戸の農家が入植するも、すぐに撤退[3]。
- 1880年 - 岩手県から本宮要助をはじめとする12戸が入植し、本格的な開拓がはじまる[3]。
- 1941年 - 札幌郡円山町が札幌市に編入される。その際、字山鼻の一部、通称「上山鼻」が藻岩下に改称された。
- 1953年 - 南小学校開校
- 1960年 - 札幌藻岩山スキー場オープン。
- 1961年 - 札幌藻岩下郵便局開局。
- 1970年 - 新藻岩橋完成。一部地域の住居表示が南○条西○丁目に変更された。

## 主な施設
- 藻岩下に所在するもの
  - りんゆう観光札幌藻岩山スキー場
  - 水道局藻岩下第1ポンプ場

- 南30条西8丁目ならびに南31 - 39条に所在するもの
  - 北海道電力藻岩発電所
  - 上山鼻神社
  - 山鼻川緑地
  - 豊平川緑地ウォーターガーデン
  - 北海道開発局札幌開発建設部札幌河川事務所
  - 南区土木センター
  - 南区藻岩下まちづくりセンター
  - 札幌市立南小学校
  - 市立札幌豊成支援学校
  - 藻岩下公園

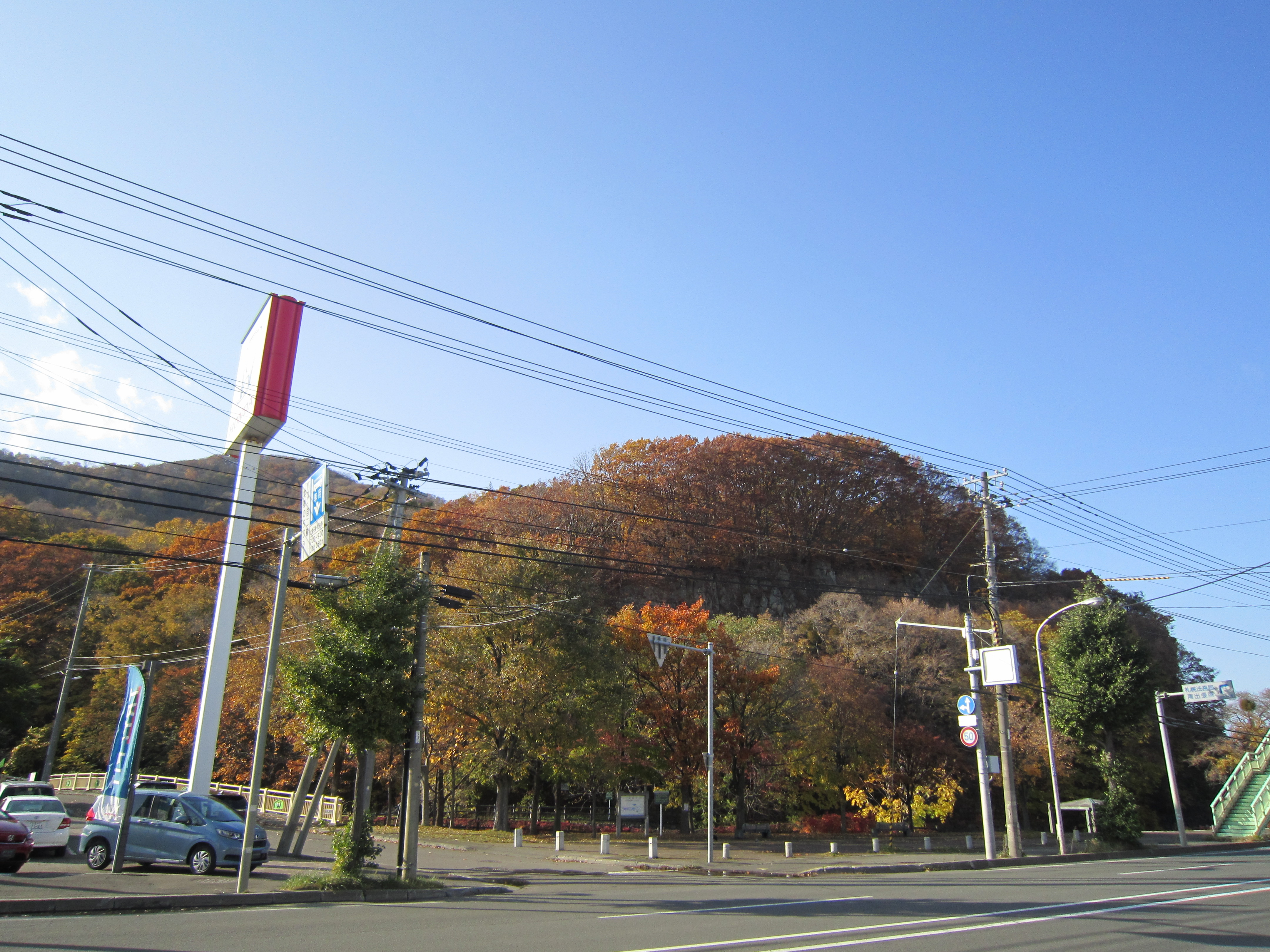
軍艦岬
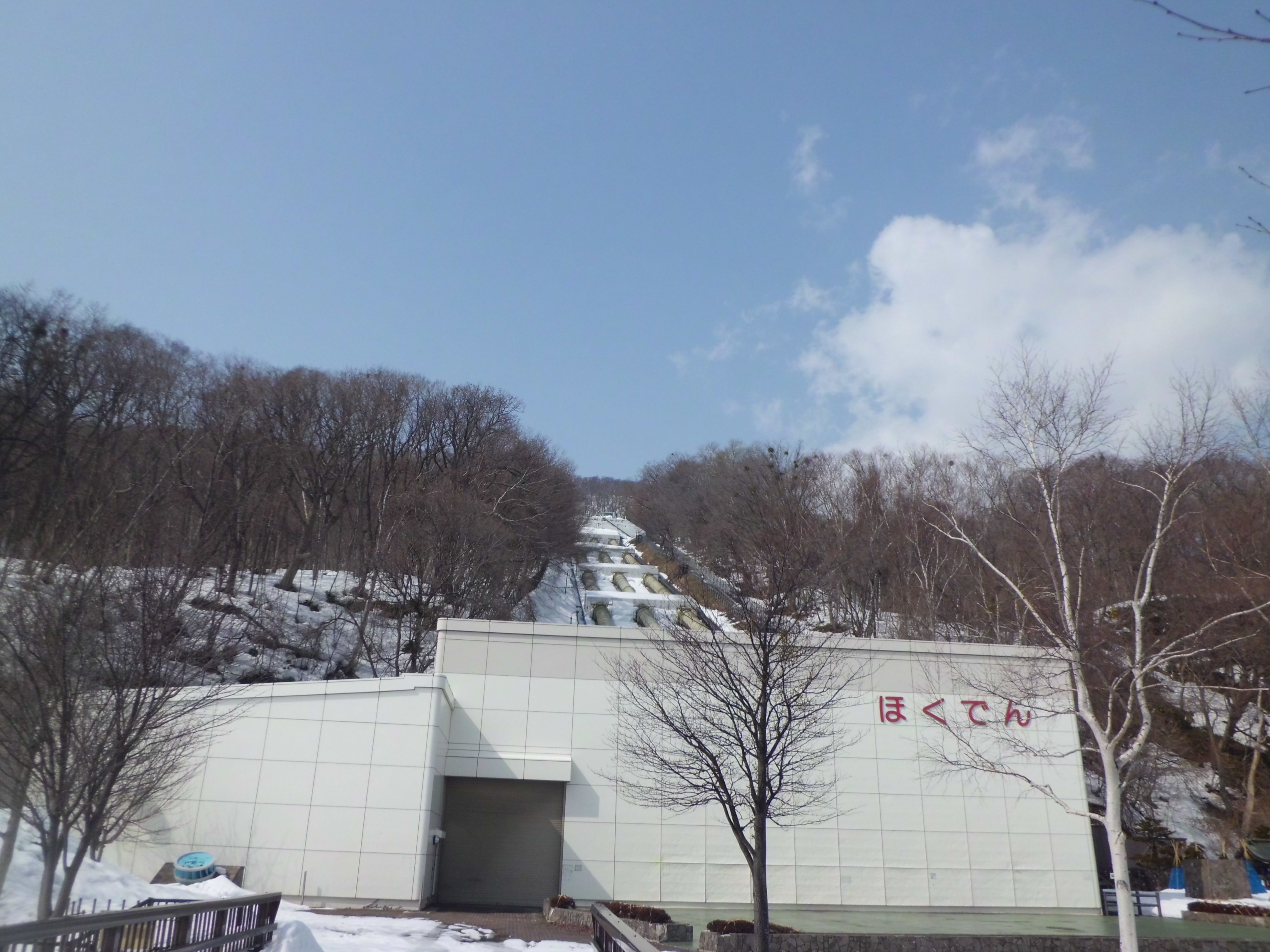
藻岩発電所
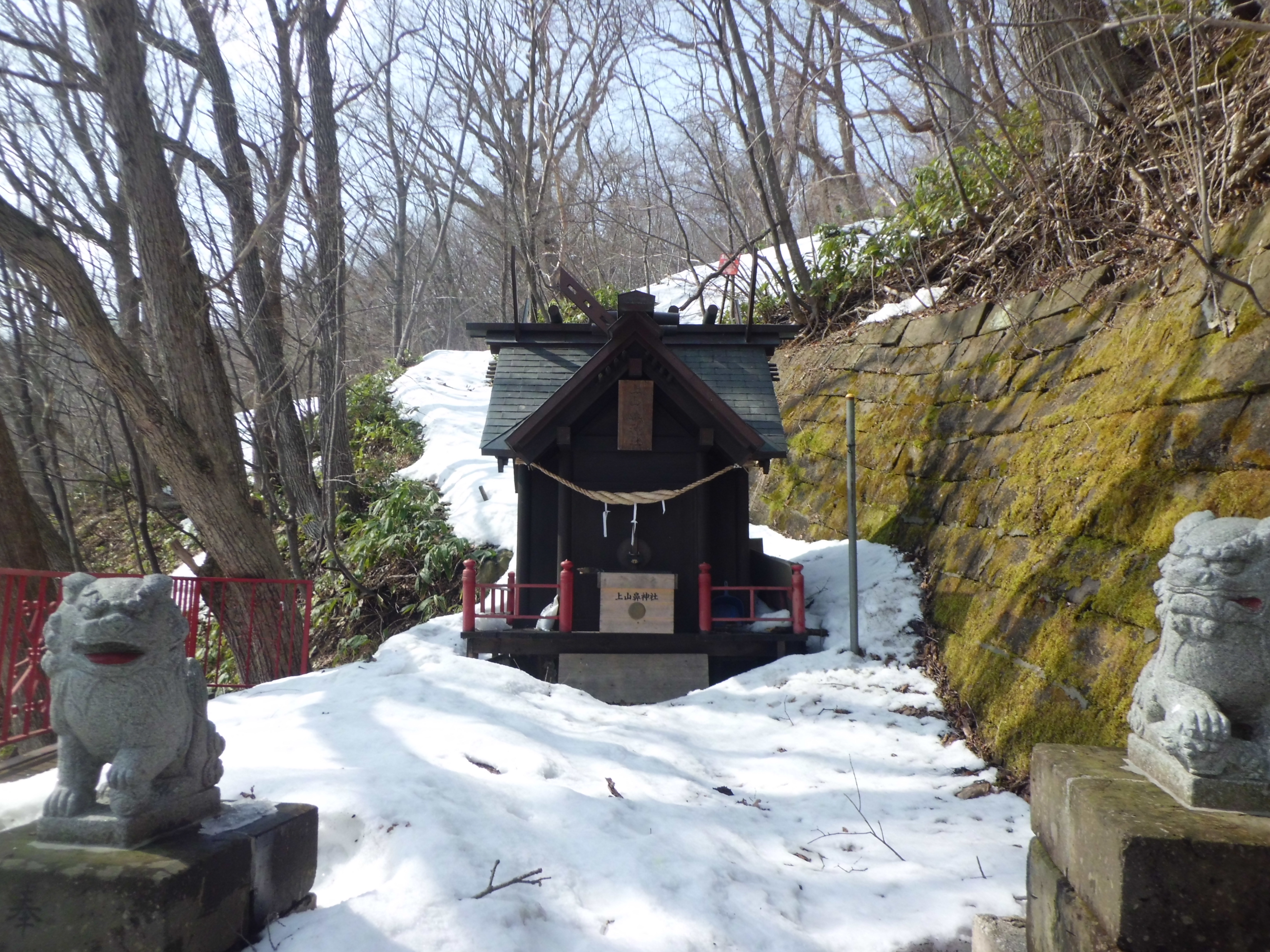
上山鼻神社
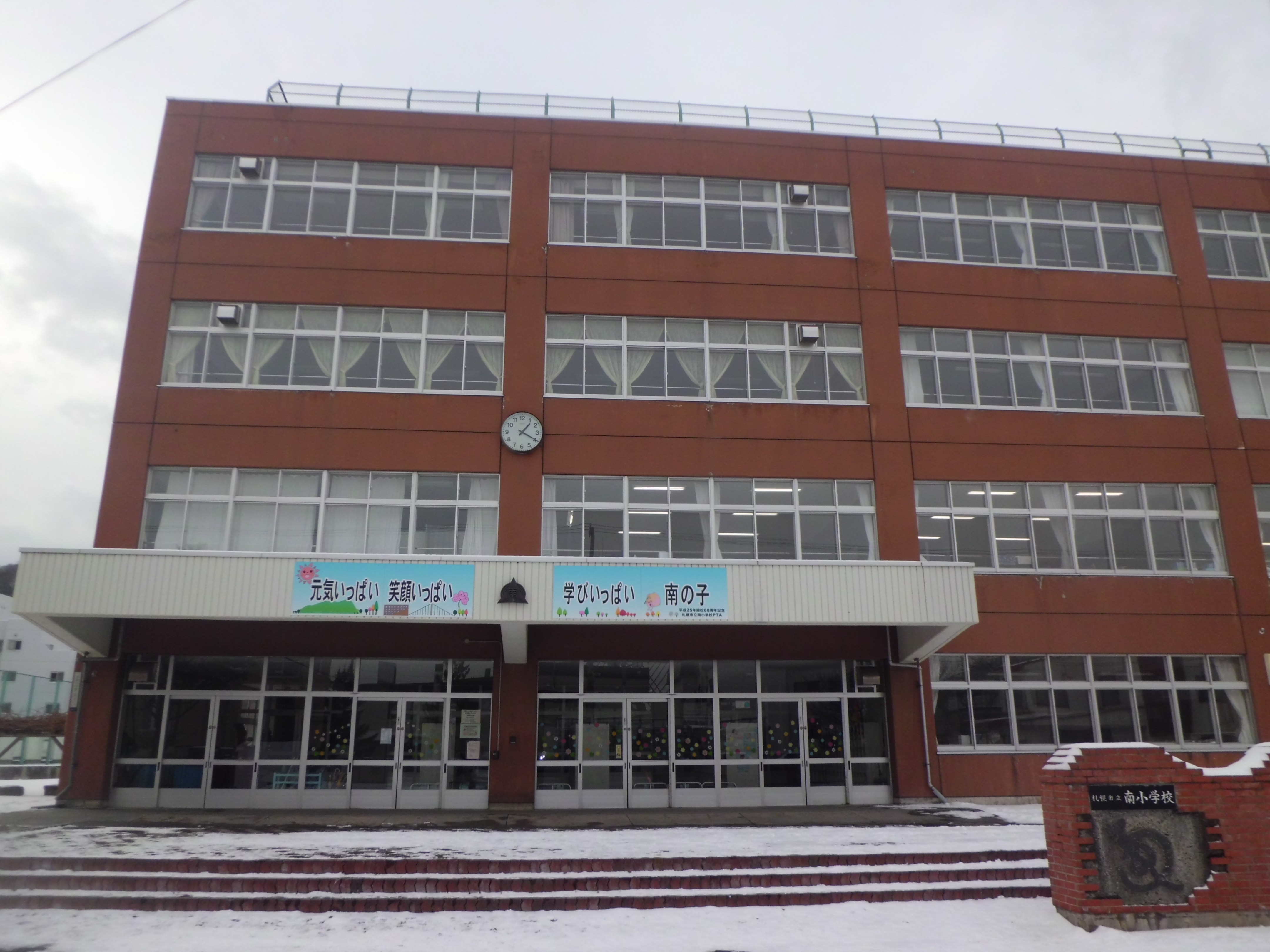
南小学校
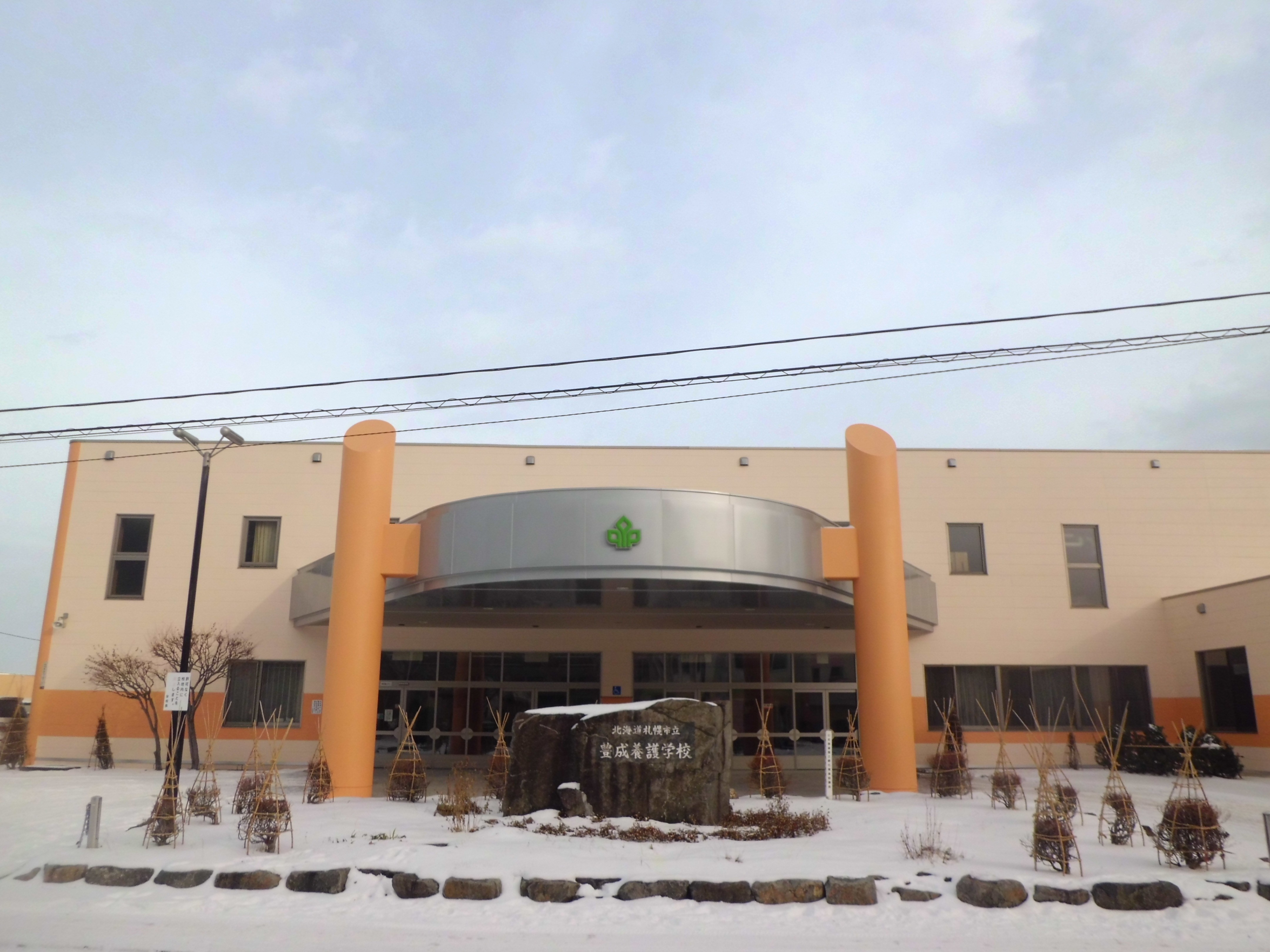
豊成養護学校

## 交通機関
- じょうてつバス